# Farkas András (költő)
Berei Farkas András (Hódmezővásárhely, 1770. április – Hódmezővásárhely, 1832. szeptember 13.) vándorköltő, tanító, rézmetsző.

## Élete
Alsó iskoláit szülővárosában, a felső osztályokat 1789-től Debrecenben végezte, de innen rossz magaviselete miatt harmadéves diák korában kicsapták. Később Békésben tanító lett, 1791. július 10-én másodszor is beiratkozott a debreceni főiskolába, majd az iskolát végképp elhagyta. Pestre ment, ahol jurátussá lett. Jurátusi kiküldetésekor Szoboszlón összekülönbözött a helybeli jegyzővel, ekkor írta a Lói (szoboszlói) tanácsról szóló versét, melyben az ottani tanácsot sértegeti.
Csakhamar fölhagyott hivatalával és vándorköltő lett. Bekalandozta az országot, fölhasznált minden kedvező alkalmat, vármegye- és országgyűléseket, melyekről rövidebb vagy hosszabb verses leírásokat készített. Előkelő családoknak ajánlotta föl verses fércműveit, melyeket többnyire saját kis kézi sajtóján nyomtatott és maga kötött be. Még debreceni diákként kitanulta a rézmetszést, így verseit többnyire rézmetszetekkel együtt árulta; a fényesebb lakodalmaknak, nagyobb temetéseknek közismert látogatója volt. Ha új főispánt iktattak méltóságába, ha valahol zajosabb névnapot vagy szüretet tartottak, Farkas András ott termett, megírta és kinyomtatta örvendező versét. Félszáznál több alkalmi nyomtatványa maradt fenn.
Tetszése szerint címeket adott magának, mint Hod mezei berei Farkas András az erdélyi múzsák (farkasok) barátja, A vén Rózsáné bajnok társa, a lói tanáts zabolázója stb. Arcképét maga metszette egyik munkája fölé; „Farkas András Hodvizparton szül. 1777”. körülírással. Utolsó éveiben könyöradományokból tengődött és egy szárazmalom-házban hunyt el.
Munkásságát teljeskörűen Knapp Éva dolgozta föl 3 kötetben ("A lói tanáts zabolázója", 1-3., 2007–2009).

## Munkái
- Pokolbeli utazása melyet két könyvekbe kibocsátott az author maga költségén… Pest, 1794. (Azon év nov. 30. Bécsben, mint a haza törvényének praktikansa 2. kiadását hirdeti a M. Hirmondóban 1795. I. 1. sz.)
- Páratlan és példát nem esmérő, emlékezetet fellyül haladó, feledékenység rabságába soha nem eshető N. Károlyi szék építő gyűlés… Kolozsvár, 1794.
- Szent László csillagja, melynek feltetszésén az az ama nagyra született valóban nagy is gróf Kollegrádi Kollonitz László úr neve napján ilyen örömöt hirdett… Buda, 1799.
- Néhai tekintetes harsányi Harsányi Jóséfa sírhalmi emlékeztetője. Ki… Kőrösön 18. Februáriusban, 1799. Esztendőben ki-múlt…. Buda. Online
- Sírhalmi versek, mellyeket e tündér világból Posonyban octobernek 23 napján 1799 esztendőben történt ki-múlása után néhai… németújvári hertzeg, és gróf Botyán Jósef… Magyar-Ország Primássának… hideg poraihoz ajánlott. Buda. Online
- Pannonia öröme, melyet okozott az a ritka szerencsés történet az 1799. esztendő, melyben fels. József Antal… Magyarország palatinussa… a fels. Alexandra Paulowna csász. kir. kisasszony el férjzett… Buda, 1800. (Ezen verseért a nádor neje egy tengeri csigából készült tompak fedelű pikszissel, melyben 12 arany volt, ajándékozta meg. 2. kiadás. Szeged, 1803.)
- Felséges József Antal Magyarország nádor ispánya menyegzőjének folytatása, 2. könyv. Buda (1800.)
- Pannonia szomorusága, az az: A magyarországi nemesek felkeléseket tárgyazó könyvecske: Mely is a felséges ausztriai udvar által hirdettetett a Bikajegynek 26. 1797. eszt. A késő maradéknak emlékezetére szerzette Hold-Mezei Berei Farkas A…. Buda, 1801.
- Mennyország felé való utazása a pokolból kiszabadúlt izének… Szeged, 1804.
- A szabad kir. Szeged várossanak, virtusssal, és régi dicső eleinek hirével fénylő, hét szakaszból álló, polgári örző vitézi rendje. Szeged, 1805.
- Mennyegzői versek, melyet Divényi Antal úrnak, Plachi Helena kis asszonnyal karácson havának 12. 1807. eszt. történt házassági szerencsés egybekeléseknek emlegetésére szerzett. Vácz, 1807.
- Felséges Mária Theresia örök emlékezetére emeltetett siralmi oszlop Bécsben, 1807. eszt. Szent-György havának 13. napján történt ki mulásakor. Buda, 1807.
- A szomorú öröm. Melyet írt a Hóld vize partján született… Szeged, 1808.
- Mennyegzői inneplés melyet e mostani országló felséges koronás fejünk Első Ferencz ausztriai császár és apostoli király, úgy ama virtusokkal, és angyali erkölcsökkel mint meg annyi napkeleti gyöngyökkel tündöklő rubint kő módra ragyogó, a karbunkulusnál ékesebb, szépséges és felséges Mária Ludovica Beatrix királyi herczeg asszony örömökre és tiszteletekre szentelt… Pest, 1808. (Ugyanez németűl. Szeged, 1808.)
- A Mecénás és a poéta. Mozdító szavai, és elme játékjai a vers irónak… Szeged, 1808.
- Az életű ártatlan Musának Egerbe való nyavajogva nyomorgó utazása… Szeged, 1808.
- Nagy meltgu Nagy Szalatnyai Fischer István urnak az egri anya megyei érseki székébe 1808-ban beiktatása idejével lett öröm inneplése, és tisztelete öregbítése. Pest, 1808.
- A kis Trója pusztulása, vagy másként Hód Mező Vásárhelynek a kártékon, szerencsétlen tűz által történt romlása… 2. megjobbított kiadás. Szeged, 1808.
- Fő Meltgú Gyaraki Grassalkovich Antal ur ő herczegségének Szegvár helységében bőjt más hava 8. 1809-ben Csongrád vármegyének főispányi székébe iktató gyűlése. Szeged.
- Buda szabad kir. várossában az 1807. eszt. tartatott diéta: Szeged, 1809.
- Felséges Jósef csász. kir. helytartó austriai főherczeg Magyarország nádorispánnyának az 1809. eszt. bőjt más hava 27. napján, Buda várából ns. Szeged várossába való utazása… Szeged.
- A miskolczi gyűlés és verselő músának Budáról Kassára való utazása: Utazás életünk a mig meg nem halunk. Korcsmárosné? van é jó paprikás halunk? A hal vizben lakik (de a bort szereti az ember) az ágyát ha annak megveti. Kassa, 1810.
- Apolló kis rózsás kertje, melynek kellő közepette termett, hervadhatatlan, örök illatú virágokkal kedveskedik szeretőinek, Kassa, 1810.
- Diétai elmélkedések, melyeket Posonyban 1811. eszt. szent Jakab hava és a következő hónapokban édes hazája mostani környülállásai közt az ország gyűlése alatt följegyezgetett. Hely és év n.
- Farsangi musika. A vén szeretet és a házasság, a vén leánynak a pártától való elbúcsúzása. Szegedre való Tsapdi Klára leánysága. A szegény kevély vagy a szolgából lett úr. Egy Bécsből szakadt, Kassán e világból csúfosan kimúlt; sidóból lett boldogtalan keresztény porczellán fabrikánsné Trési asszony élete. Módi vagy mostani viselet. Pozsony, 1812.
- Zsigmondfy Petronilla tekintetes asszony, Fáy János úr igen ifjantan elhúnyt élete párjának örök emlékezetre méltó sir-halmi oszlopa. Melyet felemelt Sz. Mihály hava 17. 1814-ben egy utazó. Miskolcz.
- A láthatatlan látó-kép, melyet ama világgal vetélkedő Páris megvétele után, a késői világ előtt tündöklő jelűl és tükörűl, hazafiúi szent buzgóságból, az ennek legdrágább köveiből kifaragott, és az emlékezet láthatárán felemelt. Hely n., 1815. (Színes címképpel. Külső címe: A három szövetséges fejedelmek.)
- Meltgs Jekelfalvai Jekelfalusi Jósef úr és Keresztszegi gróf Csáky Nina kisasszony menyegzői versei. Miskolcz. 1817.
- Vérrel festett koporsó, az az Réti Jósef által Mészáros György egri kanonoknak kegyetlen megöletése. Vácz, 1819. (Szinyei.)
- G. B * * * * S * * * koporsói versei. A siró felek vigasztalásokra ugy mint keresztény szüléknek (fijai és leányaik nevében) oktatásokra irta… Vácz, 1819. (3. megjobb. és bőv. kiadás. Buda. 1829. Szinyei Farkas.)
- Uj Jerusalem isten várossa, melyben épült Salamon király temploma; vagy Esztergom vára ujulása. Bémenetele és béiktatása az ország primássának máj. 16. 1820-ban… Hely n.
- Szomoru vigasság. Szomorkodik uj Dácia! Örül azon Pannonia. Majd meg panaszlom Budának, amaz örömök annyának. Örvend vig Esztergom vára. Hód viz parton született Szinyei Farkas palatinalis fő udvari poéta, a magyar országi t. királyi tábla nyugvó hites nótáriussa, Erdélyi musak barátja. Bécs, 1820.
- Sirholmi ének, melyet Rajkai Friebeisz Jósef úr halálán megszomorodott felséges Jósef, Magyar ország palatinusának, ugy a T. Pest vármegyei rendeknek mélj tisztelettel nyujt Szinyei Farkas fő udvari poéta. 1820-ban. Hely n.
- Az ur imádsága magyarázatja a köznép lelki hasznára. Irta Hód viz parton Szinyei Farkas. Nagy-Károly, 1821.
- A haza kétszer kötött, négyszer bomlott békessége, és a harmadik a három szövetséges fejedelmek által szerzett 1813-ban ama világgal vetélkedő párisi vár meg vételével. Irta Hód viz parton Szinyei Farkas (András) haza tudóssa, és a két magyar haza becsületbeli szolgája. Eperjes, 1822. (Két színes réznyomattal. Külső címe: A három béke fejedelem.)
- Szüreti köszöntések, és Vicsapi l. báró Malonyay ur beiktató versei. Nem különben M. l. b. Fischer Imre ur előülése alatt végbe ment nemes Kassa városi restauratio Julius elein 1823-ban. És a birák köszöntése. Eperjes, 1823.
- Halotti és menyegző versek. Eperjes, 1824.
- Tekintetes nemes Borsodmegyei tisztválasztó gyűlés és bekésérő nemes banderium. 2. kiad. az 1. kiadásban esett hibáktól megtisztitva. Eperjes, 1825.
- József császár. Pozsony és Vácz, 1825.
- József császárhoz más világra irt levél és a beteg halott, vagy a lelki betegek sebeire készített drágalátos balsam ir. A hazafi névre méltatlanok és hazaárulóknak a hazából kiirtásokra és a halottaiból feltámadt paróka. Júdás áruló volt el adta mesterét, mért 30 ezüst pénz üté a tenyerét. De én Jézus neve tiszta tudományát 20 ezüst krajczárért árulom zsákmányát. Pozsony és Vácz, 1825. (Színezett réznyomattal.)
- Diéta vagy az ország fő papjainak, mágnássainak, nemesseinek és polgárjainak koronánk diszére és édes hazánk boldog állapotja ki eszközlésére, és jó békessége virágzása feltartására útat készítő és arra eszközöket fürkésző szent tanácskozásai. Pozsony, 1825. (Külső czime: Diétai vagy korona versek és az üstökös csillag magyarázatja.)
- Hálaadó dicséret T. Vas vármegyéről, és a herczegi fő ispánnak Szombathelybe helybe kisérése, és fő asztali vendégeinek megtiszteltetése… Hely n., 1827.
- Uj esztendei ajándék. Szombathely, 1828.
- Lói tanács zabolázója, Zabolcsban egy nemes teleknek örökös ura. A hazában fizetés nélküli szolga: Rósa Bajnok és a vén Rósáné bajnok társa. Cardinális Eminentiája ön-ajánlásából, fizetéssel nyugott haza poétája. Hely és év n. (Arczképével a czimlapon és hét egyéb képpel.)
- A lói-tanács. Másként ama sok próbákon forgott, és e tündér világnak bús tengerén hányatott: sőt egyszer még a pokolba is utazott Bújdosó András életének románya. Szeged, év. n.
- Patens a haza főpapjaihoz, világi főrendjeihez, római szent birodalombeli herczegjeihez, grófjaihoz, báróihoz és nemesseihez szólló. Hely és év n.
- Örök illattal szagoskodó poétai virágok, melyekkel kedveskedik szeretőinek Berei F. A. Hely és év n.
- Örökös illatú rósák és virágok, melyeket nyújt a poéta szeretőinek XII darabban, rósaszin kötetben, rézmetszett képekkel, jobb rendbe szedvén, darabonként. 1. darab. 2. kiadás. Pozsony és Vácz, év. n.
- Diétai és béiktató és fő kormányi behelyeztetési énekek. Győr és Szombathely, év n.
- Helikoni virágok melyeket nyújt a haza nagyjainak, nem külömben tizenkét t. n. vármegyének Pozsony, Győr, Pest, Vas, Bihar, Szathmár, Zabolcs, Heves, Borsod, Zemplén, Abauj és különösen Sáros vármegyének. Hód viz parton, Szinyei Farkas. Hely és év n.
- Fő méltgú herczeg Batthyán Fülöp, Német-Ujvárnak örökösse… főispáni hivatalába behelyeztetése Szombathelyen 1. okt. 1827-ben. Hely n.

Farkas András 1814 körül írja egyik munkájában (Patens sat.), hogy húsz év alatt 180 ivből álló poétai munkát kinyomatott, ahol 30 munkájának címét is fölsorolja, melyek közt több ismeretlen van, ha csak a címeket nem változtatta: Palestina leirása, Természet oskolája, Tollas Erzsébet, Szerelem levelei, Szinyei Farkas András élete bujdosása, Uj módi kisasszony, Régi közmondások, Verebélyi bucsú sat.
Kéziratban a Bonaparte élete, Versei, A miskolci gyűlés és Poétai virágok őriztetnek.